# Стшелечки (гмина)
Стшелечки (пол. Strzeleczki) — сельская гмина (волость) в Польше, входит как административная единица в Крапковицкий повет, Опольское воеводство. Население — 7549 человек (на 2011 год).

## Демография
Данные по переписи 2011 года:
| Перепись            | Всего | Мужчины | Женщины |
| ------------------- | ----- | ------- | ------- |
| Всего               | 7549  | 3626    | 3923    |
| Городское население | 0     | 0       | 0       |
| Сельское население  | 7549  | 3626    | 3923    |

## Сельские округа
1. Добра
2. Новы-Буд
3. Дзедзице
4. Коморники
5. Новы-Млын
6. Куявы
7. Ловковице
8. Мошна
9. Уршуляновице
10. Писажовице
11. Булава
12. Рацлавички
13. Смолярня
14. Сервитут
15. Стшелечки
16. Збыховице
17. Сцигув
18. Копалина
19. Вавжиньцовице
20. Зелина

## Соседние гмины
1. Гмина Бяла
2. Гмина Глогувек
3. Гмина Гоголин
4. Гмина Крапковице
5. Гмина Прушкув